# Nummularia lanceolata
Nummularia lanceolata là một loài thực vật có hoa trong họ Anh thảo. Loài này được (Walter) Kuntze mô tả khoa học đầu tiên năm 1891.